# Nymphetamine
Nymphetamine är Cradle of Filths sjätte studioalbum, utgivet den 28 september 2004.
Nymphetamine innebär en återgång till ett mer rått sound efter det finpolerade verket Damnation and a Day, dock med bibehållen kvalitet i ljudbilden. Gästsång av Liv Kristine.

## Låtförteckning
1. "Satyriasis" (Instrumental) – 1:42
2. "Gilded Cunt" – 4:08
3. "Nemesis" – 7:18
4. "Gabrielle" – 5:27
5. "Absinthe with Faust" – 5:14
6. "Nymphetamine (Overdose)" – 9:14
7. "Painting Flowers White Never Suited My Palette" (Instrumental) – 1:57
8. "Medusa and Hemlock" – 4:44
9. "Coffin Fodder" – 5:17
10. "English Fire" – 4:45
11. "Filthy Little Secret" – 6:16
12. "Swansong for a Raven" – 7:09
13. "Mother of Abominations" – 7:33
14. "Nymphetamine Fix" – 5:04

### Bonusskiva på specialutgåvan
1. "Devil Woman" (Cliff Richard-cover; bakgrundssång: King Diamond) – 3:38
2. "Soft White Throat" – 5:40
3. "Bestial Lust (Bitch)" (Bathory-cover) – 2:54
4. "Prey" – 4:57
5. "Nymphetamine (Jezebel Deva Fix)" – 5:03
6. "Mr. Crowley" (Ozzy Osbourne-cover) – 5:41
7. "Nymphetamine" Video - 5:06